# Roaix
Roaix este o comună în departamentul Vaucluse din sud-estul Franței. În 2009 avea o populație de 644 de locuitori.

## Evoluția populației
| An        | 1975 | 1982 | 1990 | 1999 | 2006 | 2009 |
| --------- | ---- | ---- | ---- | ---- | ---- | ---- |
| Populație | 415  | 423  | 499  | 587  | 606  | 644  |